# 로런 스펜서스미스
로런 스펜서스미스(Lauren Spencer-Smith, 2003년 9월 28일 ~ )는 캐나다의 싱어송라이터이다. 음악 경연 프로그램 《아메리칸 아이돌》 시즌 18에 참가하면서 처음으로 이름을 알렸다. 2022년 싱글 "Fingers Crossed"가 틱톡 등 SNS를 통해 바이럴되면서 전 세계적으로 이름을 알렸다.

## 음반 목록

### 정규 음반
- Mirror (2023)

### 라이브 음반
- Unplugged, Vol. 1 (2019)
- Unplugged, Vol. 2 (2019)

### EP
- Mixed Emotions (2020)